# Aminuis (Wahlkreis)
Aminuis ist ein Wahlkreis in der Region Omaheke im zentralen Osten Namibias. Verwaltungssitz ist die gleichnamige Siedlung Aminuis. Der Kreis umfasst eine Fläche von 12.994 Quadratkilometer und hat 13.800 Einwohner (Stand 2023).
Wichtige Ortschaften sind zudem das Dorf Leonardville und die Siedlung Corridor 13. Die traditionellen Führer der Ovambanderu haben ihren Sitz im Wahlkreis.
Epukiro ist stark landwirtschaftlich geprägt. Die meisten Bewohner sind Ovambanderu (Herero), Tswana und San.

## Wahlen
| Wahl | Name               | Partei | Stimmenanteil |
| ---- | ------------------ | ------ | ------------- |
| 1992 |                    |        |               |
| 1998 | Mburumba Kerina    | DTA    | 76,5 %        |
| 2004 | Erwin Uanguta      | NUDO   | 38,7 %        |
| 2010 | Erwin Nanguta      | NUDO   | 47,7 %        |
| 2015 | Peter Kazongominja | NUDO   | 57,7 %        |
| 2020 | Peter Kazongominja | NUDO   | 45,3 %        |